# Escola Reial Militar de París

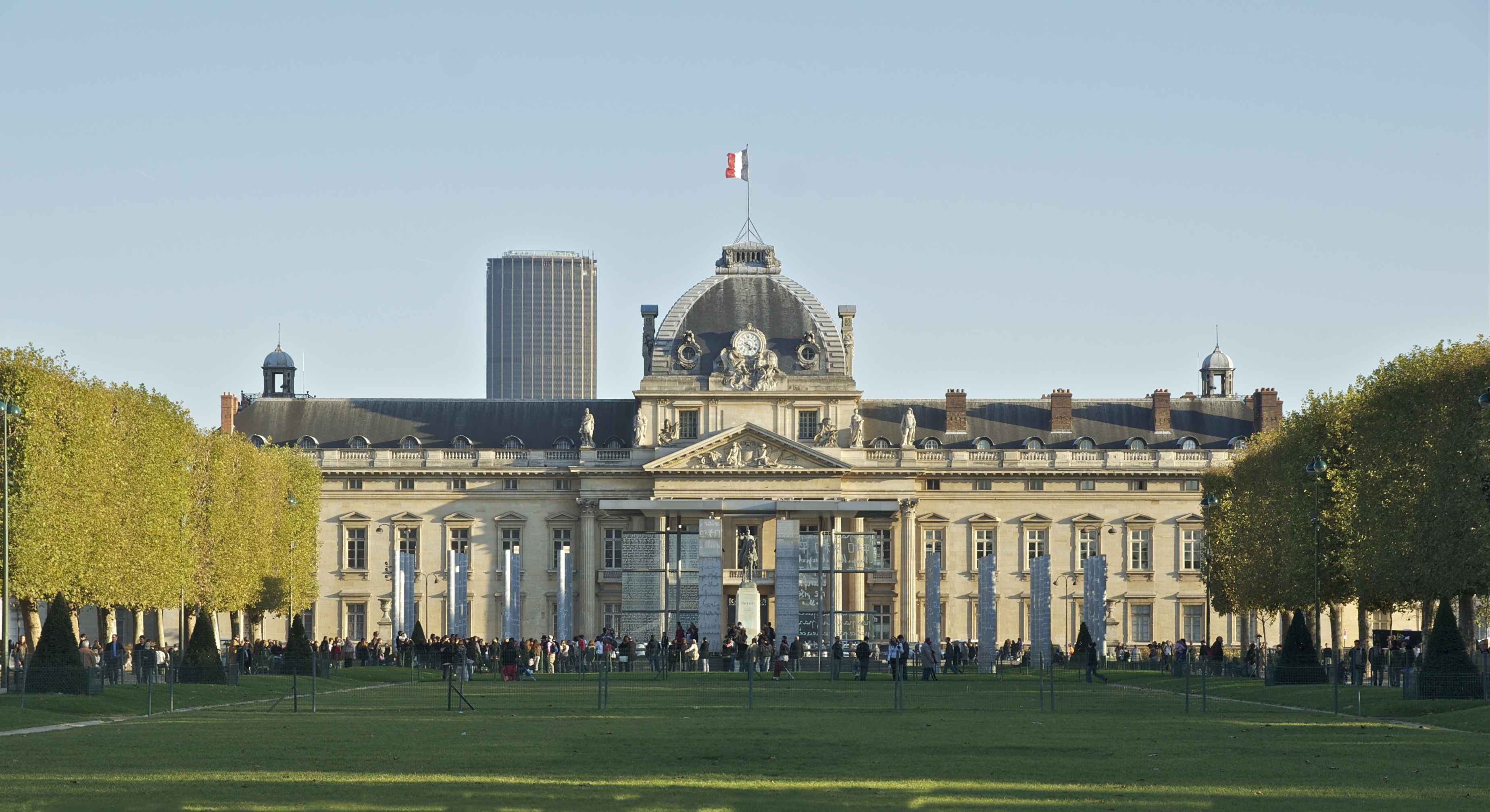
La façana de l'École militaire, place Joffre.

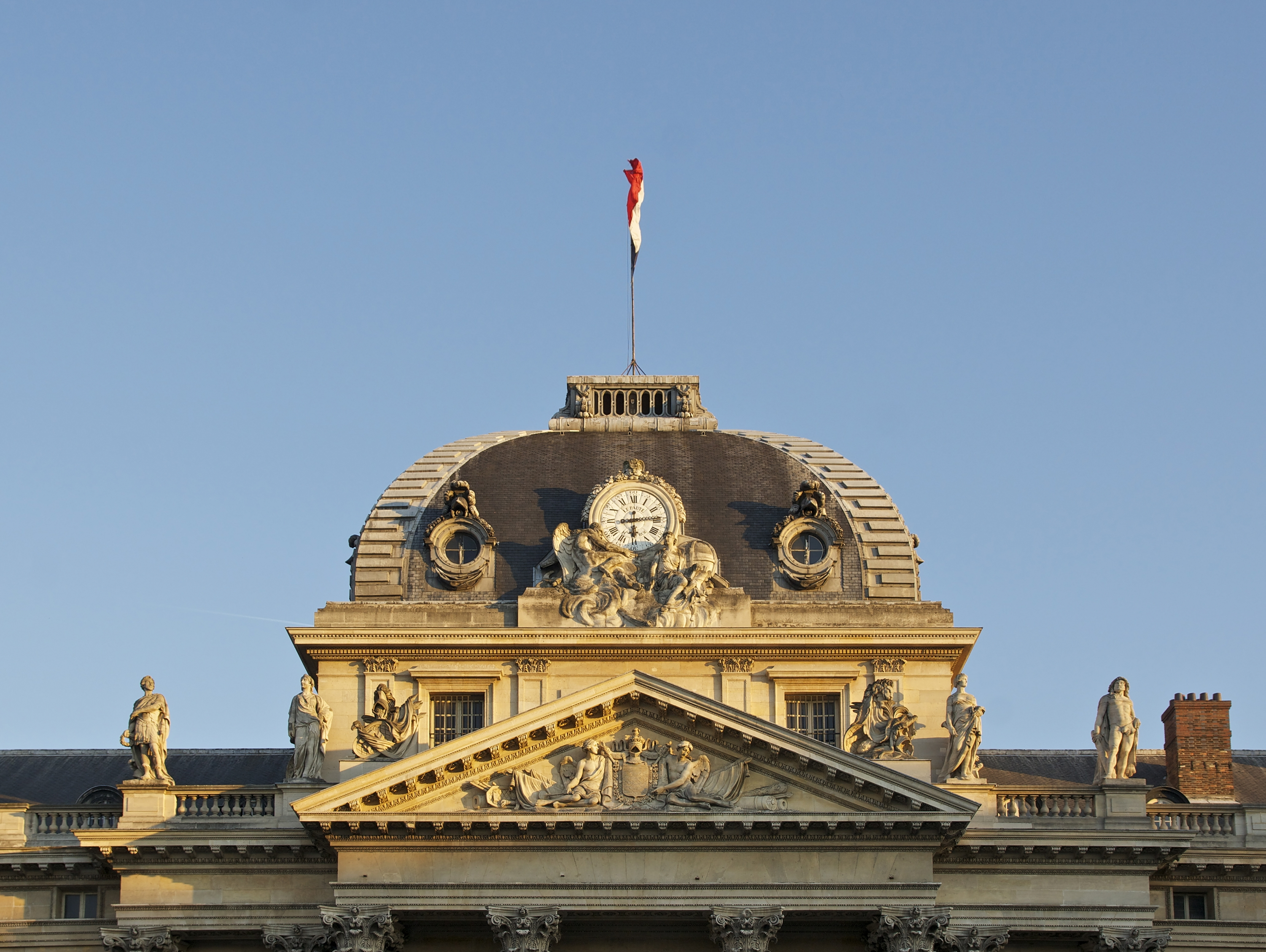
El frontó

L'Escola Reial Militar de París, en francès: École Royal Militaire, va ser un gran conjunt d'edificis que hostatjaven diverses estructures d'ensenyament militar situada a París en els setè districte (7e arrondissement de Paris) i que tanca la perspectiva sud-est del Champ-de-Mars de París. Es va construir sota el regnat de Lluís XV de França i Ange-Jacques Gabriel en va ser l'arquitecte.
A París existeix en aquest lloc l'estació de metro École Militaire.
Napoleó I en va ser un alumne.

## Història

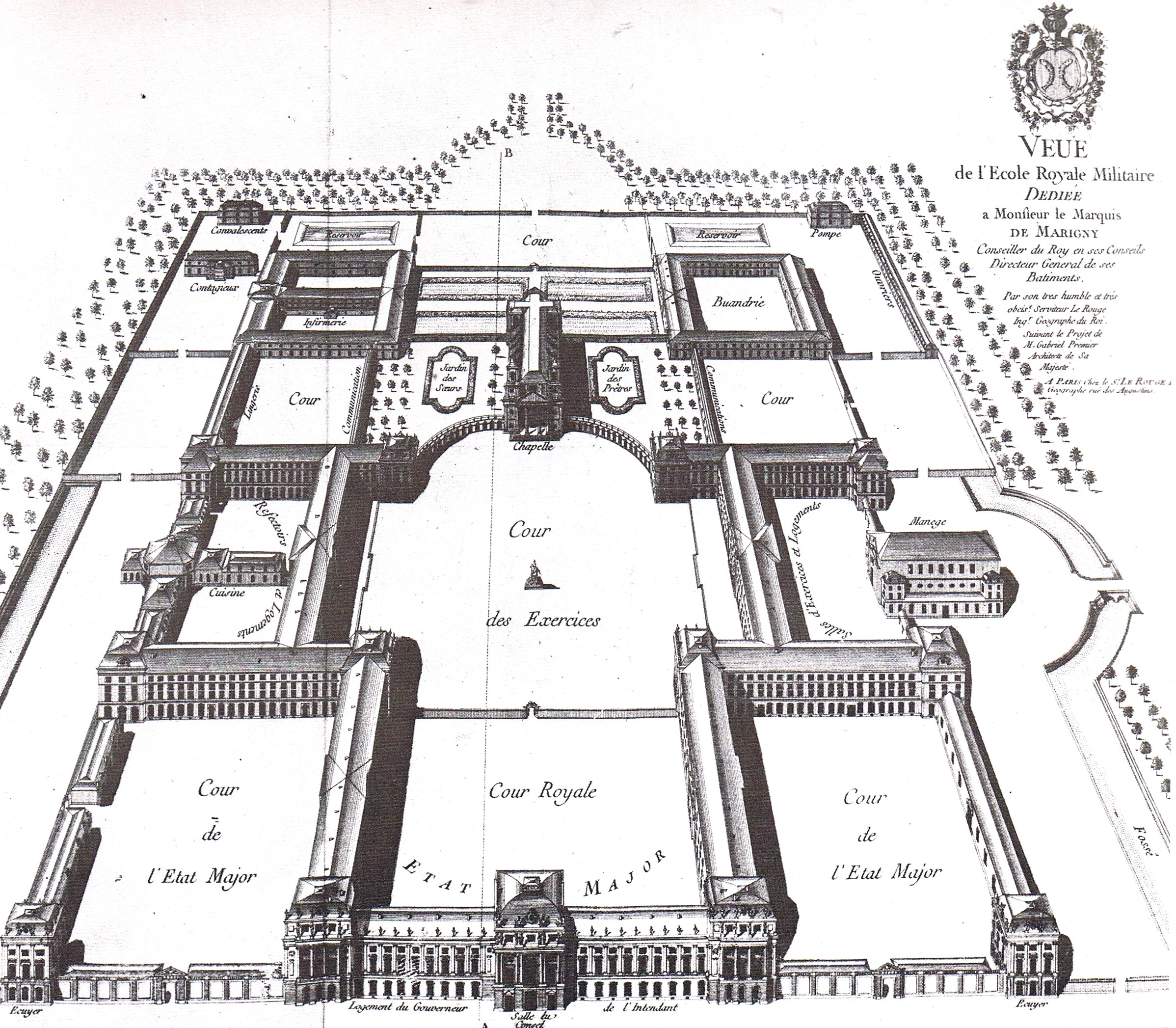
Ange-Jacques Gabriel, l'École militaire, 1751.

El 1748, va acabar la guerra de Successió d'Àustria, malgrat que França en va sortir victoriosa, la guerra va evidenciar la manca de preparació dels regiments del rei. Per això el mariscal de Saxe, proposà al rei Lluís XV fundar una escola reial militar.
Va obtenir el suport de Madame de Pompadour, consellera del rei, i del financer Joseph Pâris Duverney que reeixiren en convèncer el rei de fundar una institució destinada a la instrucció de 500 joves.

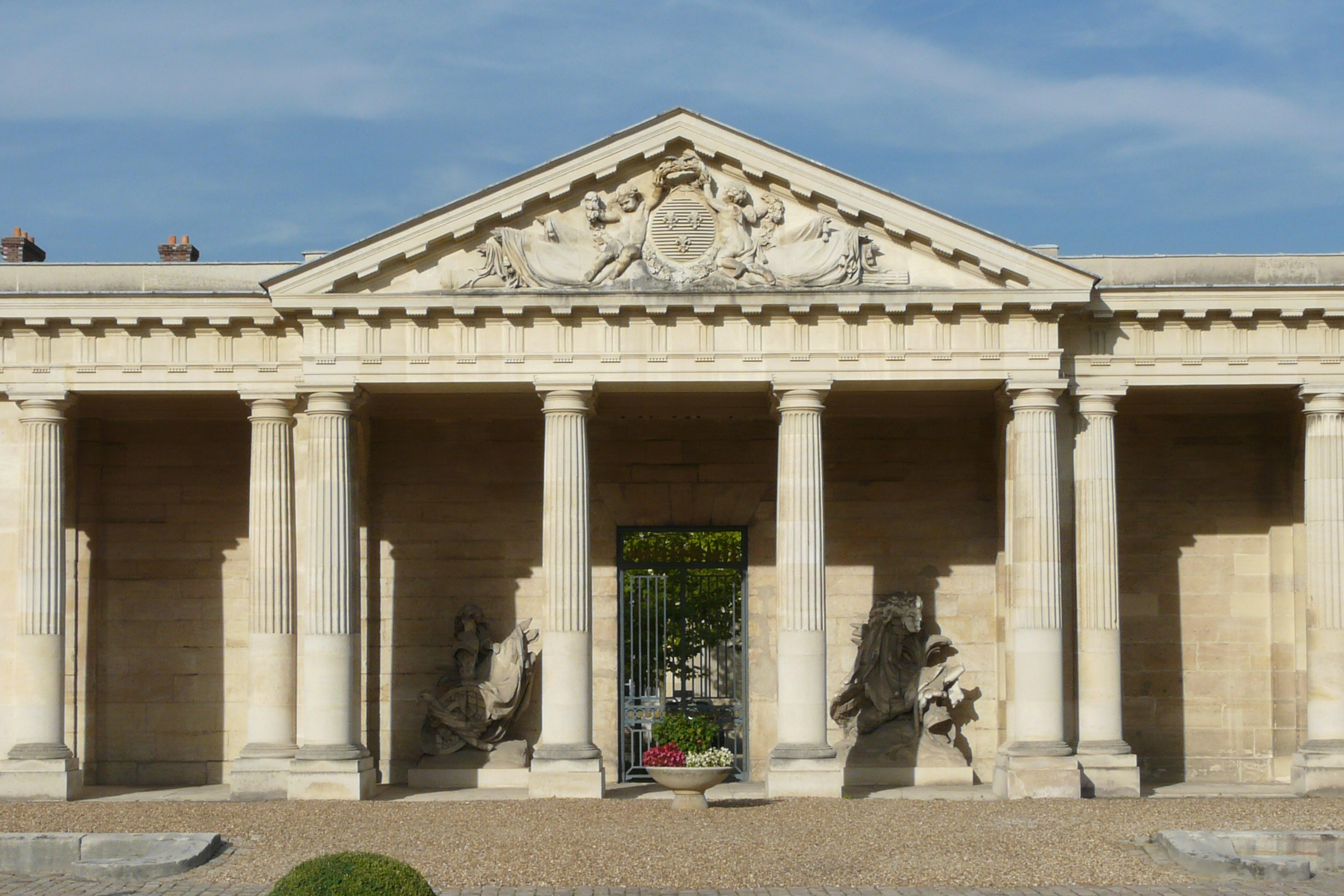

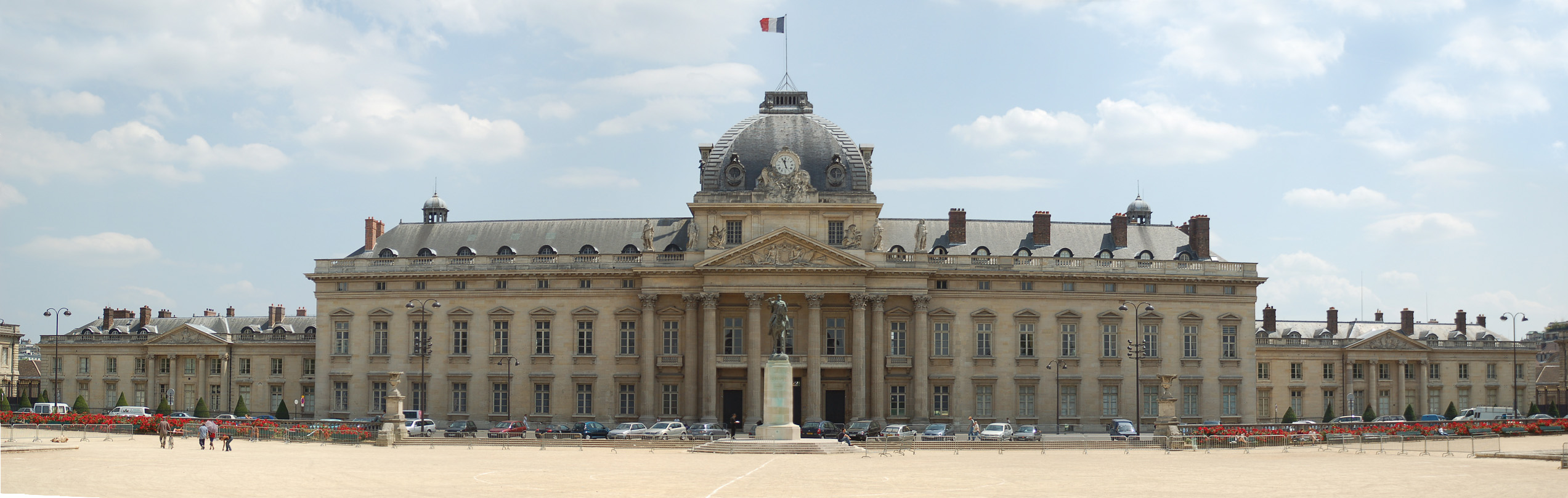
La façana de l'École militaire el 2006.

Els treballs de construcció començaren el 13 de setembre de 1751, però aviat el finançament va tenir dificultats i el 1754 només havien començat els edificis de servei. El 1756 aquesta institució només tenia 200 cadets.
Només va ser a finals del segle xix quan l'École militaire es va dedicar a la seva vocació d'ensenyament militar. L'any 1878 obrí dins els seus murs l'École supérieure de guerre. El 1911 s'instal·la el centre dels alts estudis militars.
Acull el collège de défense de l'OTAN (o NATO college) des de la seva creació el 1951 a 1966 (sortida de França del comandament integrat de l'OTAN); ara es troba a Roma.

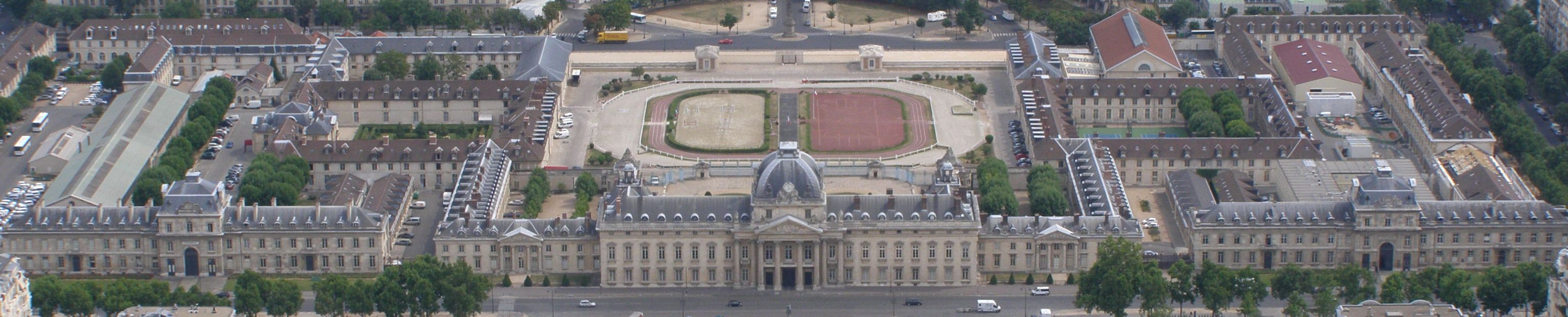
L'École militaire el 2008.